# 17543 Sosva
17543 Sosva (1993 PA3) là một tiểu hành tinh nằm phía ngoài của vành đai chính được phát hiện ngày 14 tháng 8 năm 1993 bởi E. W. Elst ở Caussols. It is also the known habitat of the celestial body of Carl Lundell.